# Pappophorum
Pappophorum  es un género de plantas herbáceas,  perteneciente a la familia de las poáceas. Es originario de Estados Unidos y Sudamérica donde se distribuye desde Estados Unidos a Argentina y las Antillas.

## Descripción
Son plantas perennes cespitosas. Vainas redondeadas; lígula una hilera de cilios; láminas lineares, convolutas a aplanadas. Inflorescencia una panícula angosta. Espiguillas solitarias, con 3-6 flósculos, los 1-4 flósculos inferiores bisexuales, los flósculos superiores reducidos o estériles, el flósculo más inferior el mayor, los otros flósculos progresivamente más pequeños hacia arriba; desarticulación arriba de las glumas pero no entre los flósculos, o solo muy tardíamente; glumas subiguales, membranáceas, 1-nervias, glabras, persistentes, carinadas, agudas, tan largas como los cuerpos de las lemas; lemas redondeadas en el dorso, cartáceas, 7(-9)-nervias, con 11-25 aristas patentes, desiguales, escabrosas; pálea tan larga como el cuerpo de la lema o escasamente más larga, 2-nervia; callo escasamente oblicuo a truncado; lodículas 2; estambres 3; estigmas 2, plumosos. Fruto una cariopsis; embrión 1/2-2/3 la longitud de la cariopsis; hilo punteado.

## Taxonomía
El género fue descrito por Johann Christian Daniel von Schreber y publicado en Genera Plantarum 2: 787. 1791 La especie tipo es: Dicrocaulon pearsonii N.E. Br. 

## Especies
Species
1. Pappophorum bicolor E.Fourn. – Pink Pappusgrass - Texas, Chihuahua, Coahuila, Durango, Guanajuato, D.F., Veracruz, Nuevo León, Tamaulipas, San Luis Potosí
2. Pappophorum caespitosum R.E.Fr. - Bolivia, Argentina, Paraguay
3. Pappophorum hassleri Hack. - Paraguay
4. Pappophorum krapovickasii Roseng. - Bolivia, Argentina, Paraguay, Brasil
5. Pappophorum mucronulatum Nees - Arizona, Nuevo México, Texas, México, Honduras, Colombia, Venezuela, Perú, Brasil, Argentina, Paraguay, Uruguay
6. Pappophorum pappiferum (Lam.) Kuntze – Limestone Pappusgrass - Mexico, West Indies, South America
7. Pappophorum philippianum Parodi - rabo de zorro[6] (Brasil, Bolivia, Argentina, Uruguay, Chile, Sonora)

anteriormente incluidos
ver Bouteloua Bromus Enneapogon Pentameris Triodia
- Pappophorum abyssinicum - Enneapogon cenchroides
- Pappophorum arabicum - Enneapogon desvauxii
- Pappophorum aucheri - Enneapogon persicus
- Pappophorum avenaceum - Enneapogon avenaceus
- Pappophorum benguellense - Enneapogon scaber
- Pappophorum boreale - Enneapogon desvauxii
- Pappophorum brachystachyum - Enneapogon desvauxii
- Pappophorum bulbosum - Enneapogon desvauxii
- Pappophorum caerulescens - Enneapogon caerulescens
- Pappophorum cenchroides - Enneapogon cenchroides
- Pappophorum commune - Enneapogon nigricans
- Pappophorum elegans - Enneapogon persicus
- Pappophorum eutrianoides - Bouteloua megapotamica
- Pappophorum fasciculatum - Enneapogon desvauxii
- Pappophorum figarianum - Enneapogon desvauxii
- Pappophorum filifolium - Enneapogon scoparius
- Pappophorum flavescens - Enneapogon nigricans
- Pappophorum foxii - Enneapogon foxii
- Pappophorum glandulosum - Pentameris pallida
- Pappophorum glumosum - Enneapogon persicus
- Pappophorum gracile - Enneapogon gracilis
- Pappophorum jaminianum - Enneapogon desvauxii
- Pappophorum laxum - Enneapogon scaber
- Pappophorum lindleyanum - Enneapogon lindleyanus
- Pappophorum megapotamicum - Bouteloua megapotamica
- Pappophorum mexicanum - Enneapogon desvauxii
- Pappophorum molle - Enneapogon cenchroides
- Pappophorum nanum - Enneapogon desvauxii
- Pappophorum nigricans - Enneapogon nigricans
- Pappophorum pallidum - Enneapogon pallidus
- Pappophorum persicum - Enneapogon persicus
- Pappophorum phleoides - Enneapogon desvauxii
- Pappophorum pumilio - Bromus pumilio
- Pappophorum pungens - Triodia bitextura
- Pappophorum purpurascens - Enneapogon purpurascens
- Pappophorum pusillum - Enneapogon desvauxii
- Pappophorum robustum - Enneapogon cenchroides
- Pappophorum scabrum - Enneapogon scaber
- Pappophorum schimperianum - Enneapogon persicus
- Pappophorum scoparium - Enneapogon scoparius
- Pappophorum senegalense - Enneapogon cenchroides
- Pappophorum setifolium - Enneapogon scoparius
- Pappophorum sinaicum - Bromus pumilio
- Pappophorum squarrosum - Bromus pumilio
- Pappophorum turcomanicum - Enneapogon persicus
- Pappophorum vincentianum - Enneapogon desvauxii
- Pappophorum virens - Enneapogon virens
- Pappophorum wrightii - Enneapogon desvauxii